# Fernando Urdiales
Fernando Urdiales (Valladolid; 1951 - id.; 12 de diciembre de 2010) fue un director de teatro, actor, dramaturgo y médico español, fundador y director de la compañía Teatro Corsario.

## Biografía
Licenciado en Medicina, Fernando Urdiales inició su actividad teatral como actor en el Teatro Universitario (TEU) en 1968 y, seguidamente en el Corral de comedias de Valladolid (1969-71). En los años posteriores trabajó como actor en Teloncillo (1975-76), y en el Teatro Estable de Valladolid; en ambas formaciones realizó sus primeros trabajos de dirección.
Fundó en 1982 el Teatro Corsario abandonando, cuatro años más tarde, su profesión de médico para dedicarse plenamente al teatro.
Entre 1982 y 1986 dirige varios montajes teatrales a partir de textos de Tennessee Williams, Lewis Carroll, Antonin Artaud y Peter Handke, entre otros.
Tras esta etapa inicia, en 1989, una serie de montajes de raíz clásica y popular como 'Sobre ruedas', basada en los pasos de Lope de Rueda y 'Pasión', inspirado en la imaginería barroca castellana. Se especializa en teatro clásico del Siglo de Oro español lo que hará de teatro Corsario una de las compañías de repertorio clásico más reconocidas en el panorama nacional e internacional -Europa y América-.
Urdiales permaneció siempre vinculado a Teatro Corsario, donde se ocupó de la dirección escénica, además de la dramaturgia, adaptación, versión y diseño escenográfico.
Falleció el 12 de diciembre de 2010.

## Premios
- Premio Max Revelación 2007 con La barraca de Colón,
- Premio Castilla y León de las Artes (2004), por su trayectoria profesional,
- Medalla de Oro de Teatro Provincia de Valladolid, en 1992,
- Premio Valladolid de Teatro por Coplas por la muerte,
- Premio Norte de Castilla y Premio Ciudad de Palencia, a la mejor dirección-adaptación por la puesta en escena de Edipo Rey.

En el exterior del Teatro Calderón de Valladolid se colocó una placa en 2017 en su honor.